# Vidofludimus-Calcium
Vidofludimus-Calcium ist eine niedermolekulare Verbindung und experimenteller Arzneistoff, der als orale Behandlungsoption für Patienten mit Multipler Sklerose und anderen chronischen Entzündungs- und Autoimmunerkrankungen entwickelt wird. Es wird von dem US-amerikanisch-deutschen Biotechnologieunternehmen Immunic Therapeutics entwickelt.

## Potentielle medizinische Anwendungsgebiete
Vidofludimus-Calcium ist in keinem Land zugelassen und wird in klinischen Studien zur Behandlung von Multipler Sklerose (MS), darunter schubförmige MS (RMS) und progressive MS (PMS), sowie zur Behandlung des Post-COVID-Syndroms getestet. Es wurde auch als Prüfpräparat bei schubförmig-remittierender MS (RRMS), mittelschwerer bis schwerer Colitis ulcerosa (UC), primär sklerosierender Cholangitis (PSC) und Coronavirus (COVID-19) eingesetzt.
Als unerwünschte Nebenwirkungen wurden beispielsweise Durchfall oder ein Anstieg der Alanin-Aminotransferase (ALT) beobachtet.
Das pharmakokinetische Profil mit einer terminalen Plasmahalbwertszeit von etwa 30 Stunden ermöglicht eine einmal tägliche orale Verabreichung.

## Wirkmechanismus
Vidofludimus-Calcium wirkt als Aktivator von Nuclear Receptor Related 1 (Nurr1), einem neuroprotektiven Transkriptionsfaktor und aufkommenden Zielmolekül für neurodegenerative Erkrankungen. Die Aktivierung von Nurr1 hängt mit der neuroprotektiven Funktion zusammen, indem es auf Mikroglia, Astrozyten und Neuronen wirkt. In Mikroglia und Astrozyten führt die Nurr1-Aktivierung zu einer Reduktion von entzündungsfördernden Zytokinen und blockiert die Produktion von direkt neurotoxischen Agenzien, wie reaktiven Sauerstoffspezies und Stickstoffmonoxid. Erhöhte Nurr1-Aktivität in Neuronen vermittelt neuronales Überleben und neuronale Differenzierung sowie verbesserte Neurotransmission. Daher könnte die Aktivierung von Nurr1 durch Vidofludimus-Calcium die Neurodegeneration und das Fortschreiten der Behinderung bei Patienten, die an MS und anderen degenerativen Krankheiten leiden, dämmen oder aufhalten.
Zusätzlich zu seinen Eigenschaften als Nurr1-Aktivator ist Vidofludimus-Calcium ein Hemmer von Dihydroorotat-Dehydrogenase (DHODH), einem mitochondriellen Schlüsselenzym zur Pyrimidin-de-novo-Biosynthese. Im Gegensatz zu ruhenden Lymphozyten sind aktive, sich schnell vermehrende Lymphozyten auf dieses Enzym angewiesen, damit sie ihren Bedarf an Pyrimidinen decken können. Um einer aktivierten und pathogenen Lymphozytenpopulation entgegenwirken zu können, ist die Blockade von DHODH von klinischem Interesse: Die aktivierten Lymphozyten geraten unter metabolischem Stress, in dessen Folge wird die Apoptose aktivierter Immunzellen ausgelöst.

## Pharmazeutische Formulierung
Vidofludimus-Calcium ist als Tablette für die Einnahme formuliert. Rezente Dosisstärken für die klinische Studien sind 30 mg und 45 mg.